# 12월 5일
12월 5일은 그레고리력으로 339번째(윤년일 경우 340번째) 날에 해당한다.

## 사건
- 기원전 63년 - 로마 집정관 마르쿠스 툴리우스 키케로가 4개의 연설문 중 마지막을 발표하다.
- 1590년 - 교황 그레고리오 14세가 즉위하다.
- 1931년 - 구세주 그리스도 대성당이 폭파 해체되었다.
- 1933년 - 미국 금주법 1919년부터 14년 만에 해제
- 1936년 - 소련에서 스탈린 헌법이 제정되다.
- 1952년 - 영국 런던에 스모그 현상. 이날부터 5일 연속 계속된 이 현상으로 4,000여 명이 죽음.
- 1952년 - 영친왕을 추대하고 제정 복고를 계획한 정치혁명민족협의회 이유립 외 7명에게 각각 이유립, 이용하는 징역 3년형, 홍성도는 징역 2년, 노봉우는 징역 4년이 구형됐다.
- 1968년 - 대한민국에서 국민교육헌장이 반포되었다.
- 2008년 - 이천 물류창고 화재가 발생했다.
- 2011년 - 대한민국이 세계에서 9번째로 무역수지 1조 달러를 돌파하였다.
- 2014년 - 대한항공 086편 회항 사건 발생.
- 2015년 - 서울 도심에서 2차 민중총궐기 집회가 일어났다.

## 문화
- 1981년 - 대한민국의 방송 공익광고 시작.
- 2014년 - 미국의 차세대 캡슐형 우주선 오리온(Orion)이 발사에 성공하다.
- 2018년 - 프랑스 기아나 우주센터 국내독자기술 개발 첫 정지궤도위성 천리안 2A호가 발사에 성공하였다.

## 탄생
- 852년 - 후량의 초대 황제 주전충. (~912년)
- 1443년 - 제216대의 교황 교황 율리오 2세. (~1513년)
- 1504년 - 조선 시대 중기의 문인, 유학자, 화가, 작가, 시인 신사임당. (~1551년)
- 1782년 - 미국의 제8대 대통령 마틴 밴 뷰런. (~1862년)
- 1833년 - 대한민국의 의병장 최익현. (~1907년)
- 1839년 - 미국의 군인 조지 암스트롱 커스터. (~1876년)
- 1868년 - 독일의 물리학자 아르놀트 조머펠트. (~1951년)
- 1890년 - 독일의 영화 감독, 영화 각본가, 영화 제작자 프리츠 랑. (~1976년)
- 1901년
  - 독일의 물리학자 베르너 하이젠베르크. (~1976년)
  - 월트디즈니의 창시자 월트 디즈니. (~1966년)
- 1905년 - 미국의 영화 감독, 배우 오토 프레민저. (~1986년)
- 1906년 - 대한민국의 작곡가 안익태. (~1965년)
- 1907년 - 중국의 공산당 부주석겸 국방부장 린뱌오. (~1971년)
- 1911년 - 폴란드의 피아니스트 브와디스와프 슈필만. (~2000년)
- 1919년 - 독일의 축구 선수, 축구 감독 헤네스 바이스바일러. (~1983년)
- 1927년 - 태국의 국왕 라마 9세. (~2016년)
- 1930년 - 미국의 지리학자 이 푸 투안. (~2022년)
- 1931년 - 벨기에 출신의 대한민국의 로마 가톨릭 신부 지정환. (~2019년)
- 1932년 - 미국의 가수 리틀 리처드. (~2020년)
- 1934년
  - 대한민국의 정치인 이한동. (~2021년)
  - 미국의 작가, 소설가, 각본가 조앤 디디온. (~2021년)
- 1935년
  - 소련의 역도 선수 유리 블라소프. (~2021년)
  - 뉴질랜드의 육상선수 머리스 체임벌린. (~2024년)
- 1938년 - 대한민국의 목회자 옥한흠. (~2010년)
- 1939년 - 스페인의 건축가 리카르도 보필. (~2022년)
- 1940년 - 대한민국의 정치인 라종일.
- 1941년 - 대한민국의 행정 출신 정치인 박진규.
- 1943년 - 대한민국의 가톨릭 추기경 염수정.
- 1946년 - 에스파냐의 테너 가수 호세 카레라스.
- 1947년 - 대한민국의 수필가 송우혜. (~2024년)
- 1952년 - 미국의 미식축구 출신 정치가 짐 트레셀.
- 1955년
  - 일본의 가수 가와나카 미유키.
  - 대한민국의 사회학자 이정옥.
- 1956년
  - 독일의 전 축구 선수 클라우스 알로프스.
  - 대한민국의 가수 문준영.
- 1962년 - 아르헨티나의 테너 가수 호세 쿠라.
- 1963년 - 대한민국의 과학자, 대학 교수 이정모.
- 1964년
  - 대한민국의 배드민턴 선수 박주봉.
  - 대한민국의 정치인 김수영.
  - 대한민국의 언론인 김재호.
- 1966년 - 대한민국의 가수 이승철.
- 1968년
  - 미국의 희극인, 패션 디자이너, 배우, 작가 마거릿 조.
  - 일본의 성우 후치자키 유리코.
- 1969년 - 영국의 영화 감독, 영화 각본가, 촬영감독 린 램지.
- 1970년 - 대한민국의 의사 김인호.
- 1971년 - 잉글랜드의 배우, 작가 돌리 웰스.
- 1972년 - 일본의 만화가 히로에 레이.
- 1973년 - 대한민국의 성우 서선주.
- 1975년
  - 미국의 배우 폴라 패튼.
  - 잉글랜드의 프로 스누커 선수 로니 오설리번.
- 1976년
  - 대한민국의 아나운서 이병희.
  - 대한민국의 판타지 소설, 라이트 노벨 작가 강명운.
- 1977년 - 체코의 권투 선수 루돌프 크라이.
- 1978년 - 대한민국의 배우 신이.
- 1981년
  - 대한민국의 가수, 뮤지컬 배우, 성악가 카이.
  - 대한민국의 승마 선수 이지영.
  - 멕시코의 배우 아단 칸토. (~2024년)
- 1982년 - 대한민국의 싱어송라이터 조휴일.
- 1983년
  - 대한민국의 만화가 이말년.
  - 대한민국의 배우 승효빈.
- 1984년
  - 대한민국의 배우 곽민호.
  - 대한민국의 바둑 기사 김주호.
- 1985년
  - 프랑스의 축구 선수 앙드레피에르 지냐크.
  - 대한민국의 전직 스타크래프트 프로게이머 김준영.
- 1986년
  - 대한민국의 앵커 박은실.
  - 대한민국의 미술가 정재원.
- 1987년
  - 대한민국의 배우 이정석.
  - 대한민국의 배우 경수진.
  - 대한민국의 만화가 세리.
- 1988년
  - 일본의 축구 선수 시오타니 쓰카사.
  - 일본의 축구 선수 우쓰기 루미.
- 1989년
  - 대한민국의 가수 유리 (소녀시대).
  - 대한민국의 가수 김예원 (쥬얼리).
  - 대한민국의 배우 이규환.
- 1990년
  - 대한민국의 가수 강수빈.
  - 대한민국의 배우 신서현.
- 1991년
  - 이탈리아의 축구 선수 야코포 살라.
  - 미국의 야구 선수 크리스천 옐리치.
- 1992년 - 대한민국의 가수 하엘.
- 1993년
  - 아르헨티나의 축구 선수 루시아노 비에토.
  - 잉글랜드의 축구 선수 로스 바클리.
- 1994년
  - 일본의 아이돌 오오타 나오. (AKB48)
  - 대한민국의 가수 조한결.
- 1995년
  - 프랑스의 축구 선수 앙토니 마르시알.
  - 캐나다의 피겨 스케이팅 선수 케이틀린 오즈먼드.
  - 스페인 태생 잉글랜드의 배우 태즈 스카일러.
- 1996년 - 대한민국의 가수 김영근.
- 1997년 - 대한민국의 야구 선수 이정현.
- 1998년
  - 대한민국의 축구 선수 설영우.
  - 대한민국의 래퍼 스카이민혁.
  - 미국의 싱어송라이터 코난 그레이.
  - 이란의 축구 선수 메흐디 가예디.
- 1999년
  - 대한민국의 치어리더 김해리.
  - 일본의 아이돌 오오모리 마호. (AKB48)
- 2000년
  - 대한민국의 가수 수빈 (투모로우바이투게더)
  - 대한민국의 축구 선수 김경수.
- 2002년 - 대한민국의 가수 채인. (퍼플키스)
- 2003년 - 대한민국의 가수 은호.
- 2005년
  - 대한민국의 연극배우 이수현.
  - 대한민국의 리그 오브 레전드 프로게이머 페이즈.

### 미상
- 대한민국의 가수 에이블.

## 사망
- 1560년 - 프랑스의 왕 프랑수아 2세. (1544년~)
- 1791년 - 오스트리아의 작곡가 볼프강 아마데우스 모차르트. (1756년~)
- 1870년 - 프랑스의 소설가 알렉상드르 뒤마. (1802년~)
- 1926년 - 프랑스의 화가 클로드 모네. (1840년~)
- 1954년 - 미국의 야구 선수 루스 크리스토퍼. (1917년~)
- 1955년 - 일본의 군인, 정치인 미나미 지로. (1874년~)
- 1977년 - 소련의 군인, 정치인 알렉산드르 바실렙스키. (1895년~)
- 1979년 - 프랑스의 예술가 소니아 들로네. (1885년~)
- 1986년 - 영국의 외교관 에드워드 유드 (1924년~)
- 2002년 - 버마의 정치인, 독립운동가, 군인 네 윈. (1911년~)
- 2010년 - 대한민국의 언론인 리영희. (1929년~)
- 2012년 - 미국의 재즈 음악가 데이브 브루벡. (1920년~)
- 2013년 - 남아프리카 공화국의 제8대 대통령 넬슨 만델라. (1918년~)
- 2017년 - 루마니아의 마지막 국왕 미하이 1세. (1921년~)
- 2018년 - 대한민국의 국회의원 송현섭. (1937년~)
- 2019년 - 대한민국의 공무원 정경진. (1959년~)
- 2020년 - 중화인민공화국의 정치인 쉬서우성. (1953년~)
- 2021년
  - 대한민국의 소설가 송기숙. (1935년~)
  - 미국의 정치인, 변호사 밥 돌. (1923년~)
  - 벨기에의 수학자 자크 티츠. (1930년~)
- 2022년 - 미국의 영화배우 커스티 앨리. (1951년~)
- 2023년
  - 영국의 음악가 데니 레인. (1944년~)
  - 대한민국의 정치인 최용득. (1947년~)

## 기념일
- 무역의 날: 대한민국
- 세계 경제·사회발전을 위한 자원 봉사자의 날
- 국왕 탄신일: 태국
- 성 니콜라스 축일 이브: 벨기에, 체코, 슬로바키아, 네덜란드, 헝가리, 루마니아, 독일, 폴란드, 영국
- 세계 토양의 날

## 같이 보기
- 전날: 12월 4일 다음날: 12월 6일 - 전달: 11월 5일 다음달: 1월 5일
- 음력: 12월 5일
- 모두 보기